# الغول (يريم)

تعديل مصدري - تعديل

الغول هي إحدى قرى عزلة بني مسلم بمديرية يريم التابعة لمحافظة إب، بلغ تعداد سكانها 527 نسمة حسب تعداد اليمن لعام 2004.